# 피노키오의 모험 (1972년 애니메이션)
피노키오의 모험(일본어: 樫の木モック 가시노키 못쿠[*]→떡갈나무 모크)는 다쓰노코 프로덕션에서 제작한 TV 애니메이션이다. 총 52화로 카를로 콜로디의 소설 피노키오의 모험을 각색한 작품이다. 1972년 1월 4일부터 12월 26일까지 후지 테레비계에서 방영되었다. 원제는 《떡갈나무 모크》지만, 대한민국에서는 《피노키오의 모험》이란 제목으로 방영되었다. 래시 구조대에 이어 1975년 6월 16일부터 1976년 6월 14일까지 (뒤이어 엄마찾아 삼만리) 매주 월요일 저녁 6시에 동양방송에서 방영했으며, 이후 KBS에서 재방영하였다.
극장판으로는 1972년《도호 챔피언 축제》의 일환으로 3월 12일, 7월 22일 2편이 방영된바 있다. 첫편은 《떡갈나무의 모크》이고, 두 번째 편은 《떡갈나무의 모크》 -나는 울지 않아- 란 부제가 붙었다.